# Głowaczek białolicy
Głowaczek białolicy (Tricholaema leucomelas) – gatunek małego ptaka z rodziny tukanowatych (Ramphastidae), podrodziny wąsali (Lybiinae). Występuje w południowej części Afryki. Nie jest zagrożony wyginięciem.

## Taksonomia
Nazwę zgodną z zasadami nazewnictwa binominalnego ustalił Pieter Boddaert w 1783. Holotyp pochodził z Przylądka Dobrej Nadziei (RPA). Boddaert przydzielił głowaczkowi białolicemu nazwę Bucco leucomelas. Obecnie (2021) Międzynarodowy Komitet Ornitologiczny (IOC) umieszcza ptaka w rodzaju Tricholaema; niektórzy autorzy umieszczają go w rodzaju Notopogonius. Głowaczek białolicy jest blisko spokrewniony z głowaczkiem białogardłym (T. diademata) i plamistym (T. frontata), z którym niekiedy krzyżuje się w Zambii. IOC wyróżnia 3 podgatunki.

## Podgatunki i zasięg występowania
IOC wyróżnia następujące podgatunki:
- T. leucomelas centralis – Angola po zachodnie Zimbabwe na południe po południową Namibię i północną RPA
- T. leucomelas affinis – wschodnie Zimbabwe, południowo-zachodni Mozambik i północno-wschodnia RPA
- T. leucomelas leucomelas – południowa RPA

## Morfologia

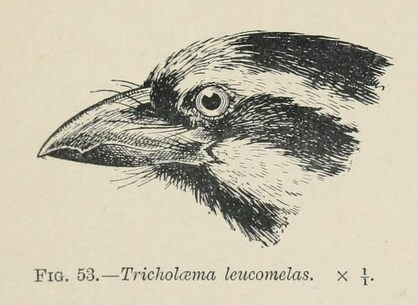
Głowa głowaczka białolicego

Długość ciała wynosi około 16–17 cm, masa ciała: 23–45 g. Dziób mierzy w przybliżeniu 2 cm, skrzydło – 8,4 cm, ogon – 5 cm, skok – 2,2 cm. Nie występuje dymorfizm płciowy. Czoło jest czerwone. Charakterystyczna brew przechodzi z barwy żółtej z przodu po białą dalej w tył. Zarówno na czarnym grzbiecie jak i czarnych pokrywach skrzydłowych występują owalne, siarkowożółte plamy. Zarówno kuper jak i pokrywy nadogonowe są niemal całkowicie żółte. Czarne barkówki i wewnętrzne lotki II rzędu posiadają żółte krawędzie. Reszta piór skrzydeł wraz ze sterówkami czarnobrązowa z siarkowożółtowymi obrzeżeniami. Przez oko i pokrywy uszne przebiega czarny pas, pod którym od żuchwy w tył ciągnie się kolejny, biały. Broda i gardło czarne. Pozostałą część spodu ciała wraz ze spodnią stroną skrzydła porastają pióra białe; jedynie na bokach ciała i pokrywach podogonowych można dostrzec kilka białych pasków. Tęczówka brązowa, dziób (z wystającą w dół krawędzią górnej szczęki pod koniec, patrz: rycina po lewej) czarny, nogi i stopy szaroczarne.

## Ekologia
Środowiskiem życia głowaczka białolicego są zadrzewione obszary z akacjami i przedstawicielami Baikiaea, ogółem półpustynna sawanna. W XX wieku skolonizował także obszary trawiaste, fynbos, sady i podmiejskie ogrody, głównie dzięki introdukcji obcych gatunków (w tym właśnie akacji). T. leucomelas to gatunek wszystkożerny. Zjada zarówno owoce, np. figowców, Boscia, sumaków, Euclea, daktylowca nagiętego, jabłka, nektar, płatki Homeria pallida i torebki nasienne introdukowanego perełkowca japońskiego, a prócz tego także owady. Przebywa samotnie, rzadziej w parach. Wydaje z siebie donośne, dzwoniące i daleko się niosące wołanie: puu–puu–puup, najczęściej nad ranem. Niekiedy głowaczki białolice wyganiają z komór lęgowych tkacze, a następnie śpią w nich nawet w 8 osobników.

## Lęgi
Okres lęgowy trwa od sierpnia do kwietnia w RPA; w Angoli od września do czerwca. Zarówno samiec jak i samica wspólnie wydłubują dziuplę w spodniej części martwego konaru, w której następnie zakładają gniazdo. Używają np. akacji, wilczomleczy, kokerboomu, głożyny, wierzb. W zniesieniu 2–4 jaja, mierzące blisko 23 na 15 mm. Oba ptaki z pary wysiadują jaja przez 12–18 dni. Młode mogą pozostać w gnieździe jeszcze przez 35 dni; karmią je oboje rodzice.

## Status zagrożenia
IUCN uznaje głowaczka białolicego za gatunek najmniejszej troski (LC, Least Concern) nieprzerwanie od 1988. Liczebność populacji nie została oszacowana, ale ptak ten opisywany jest jako pospolity w większości zasięgu występowania. Trend populacji jest uznawany przez BirdLife International za rosnący. Sadzenie drzew pozwoliło temu gatunkowi rozszerzyć zasięg występowania w kierunku południowo-zachodnim.